# Endodothella scirpina
Endodothella scirpina är en svampart som först beskrevs av Rehm, och fick sitt nu gällande namn av Theiss. & Syd. 1915. Endodothella scirpina ingår i släktet Endodothella och familjen Phyllachoraceae.   Inga underarter finns listade i Catalogue of Life.